# Jens Bircherod (1658-1708)
 Der er flere personer med dette navn, se Jens Bircherod.
Jens Bircherod (15. januar 1658 i Odense – 6. december 1708) var en dansk biskop.
Bircherod blev født i Odense. Hans far, Jacob Bircherod, var professor i teologi og hebraisk ved byens gymnasium. Han blev student 1674, teologisk kandidat 1676 og magister 1682.
Samme år blev han Regensens viceprovst. I 1684-88 var han dens provst og skulle søge at fremme det videnskabelige liv blandt studenterne.
1684 blev Bircherod professor i hebraisk ved universtitet, i 1692 professor i teologi der og ved det nyoprettede Ridderakademi i København.
Bircherods studier spændte over et stort område. 1683-87 holdt han endog juriske forelæsninger ved universitet; men historien som arkæologi og adelshistorie havde hans hovedinteresse.
Ikke så meget på grund af teologiske fortjenester som på grund af gode forbindelser blev han 1693 biskop over Aalborg Stift, hvilket embede han røgtede med nidkærhed til sin død.
I anledning af den Thistedske besættelsessag (1696) idømtes han en bøde på 1000 rigsdaler, men kongen gav ham oprejsning ved at udnævne ham til dr. theol.
Om hans lutherske rettroenhed vidner det kongelige forbud, han 1706 fik udstedt mod reformert gudstjeneste i Aalborg.
Bircherods dagbøger, som i 50 kvartbind skildrer alle hans livs hændelser, er udgivne i udvalg af Christian Molbech (1846).